# Psilocerea semifacta
Psilocerea semifacta là một loài bướm đêm trong họ Geometridae.